# Alain Cadec
Alain Cadec (ur. 21 czerwca 1953 w Saint-Brieuc) – francuski polityk, ekonomista, poseł do Parlamentu Europejskiego VII i VIII kadencji, senator.

## Życiorys
Ukończył studia na Université de Rennes-I, uzyskując dyplom DEUG d'Administration Economique et Sociale. Pracował jako asystent parlamentarny, dyrektor ds. rachunkowości, a także agent ubezpieczeniowy. W 1993 prowadził kampanię wyborczą jednego z kandydatów prawicy.
Od 1995 był radnym miasta Saint-Brieuc, w latach 2008–2009 zajmował stanowisko pierwszego zastępcy mera. Od 2001 wybierany w skład rady generalnej departamentu Côtes-d’Armor, w 2015 objął funkcję przewodniczącego rady tego departamentu. Do 2009 był także wiceprzewodniczącym wspólnoty aglomeracji Saint-Brieuc. W 2007 bez powodzenia startował w wyborach do Zgromadzenia Narodowego.
W wyborach w 2009 z listy Unii na rzecz Ruchu Ludowego uzyskał mandat posła do Parlamentu Europejskiego. Przystąpił do grupy Europejskiej Partii Ludowej, wszedł w skład Komisji Rozwoju Regionalnego. W 2014 został wybrany na kolejną kadencję Europarlamentu. W PE zasiadał do 2019, w 2020 wszedł w skład francuskiego Senatu.